# 战场上的布谷鸟
战场上的布谷鸟（Кукушка/Cuckoo，又译为春天的杜鵑）是在2002年由亚历山大·罗戈日金执导的电影。

## 電影簡介
一个苏联士兵和一个芬兰士兵（芬兰为纳粹德国的盟国）被一个拉普人女人所救。在二次大战接近尾声的时候，在言语不通的情况下，三个人鸡同鸭讲的构成了一部电影，影片相当有个性，摄影构图色调明暗十分讲究，該年捧回俄罗斯国内及欧洲的众多奖项。

## 演員
- Анни Кристина Юусо/Anni-Christina Juuso
- Вилле Хаапасало/Ville Haapasalo
- Виктор Бычков/Viktor Bychkov